# Bang Your Head!!!
Bang Your Head!!! és un festival de metal i hard rock que se celebra anualment a l'Alemanya.
La primera edició celebrada el 1996, va ser un esdeveniment d'un dia en interior a Stefan-Hartmann-Halle, Tübingen, i des de llavors és un dels festivals de metal més prominents en l'Alemanya central, dibuixant una audiència de milers de seguidors arreu del món.
L'edició del 2010 tindrà lloc els dies 16 i 17 de juliol al Messegelände, Balingen.

## Grups per edició

### 2009
Celebrat els dies 26 i 27 de juny al Messegelände de Balingen, Alemanya.
- Blind Guardian
- Journey
- W.A.S.P.
- U.D.O.
- Y&T
- Lita Ford
- Exodus
- Sodom
- Hardcore Superstar
- Sacred Reich
- Warrior
- Primordial
- Pink Cream 69
- Voi Vod
- Driver
- Ross the Boss
- Powerwolf
- Kissin' Dynamite
- Lääz Rockit
- Alestorm
- Cloven Hoof
- Hatstik

### 2008
Celebrat els dies 27 i 28 a Messegelände, de Balingen, Alemanya.
- Judas Priest
- Queensrÿche
- Saxon
- Tramp's White Lion
- Hardcore Superstar
- Great White
- Yngwie Malmsteen's Rising Force
- Obituary
- Rage
- Grave Digger
- Agent Steel
- Tankard
- Onslaught
- Ensiferum
- Korpiklaani
- Lizzy Borden
- Breaker
- Týr
- Age of Evil
- Contracrash
- Secrecy
- Forbidden

### 2007
Celebrat els dies 22 i 23 a Messegelände, de Balingen, Alemanya.
- Heaven and Hell
- Edguy
- HammerFall
- Amon Amarth
- Amorphis
- Archer
- Brainstorm
- Dark Tranquillity
- Evergrey
- Finntroll
- Girlschool
- Mercenary
- Mystic Prophecy
- Nazareth
- Powermad
- Praying Mantis
- Steelheart
- Thunder
- Vicious Rumors
- Violent Storm
- W.A.S.P.
- Wolf

### 2006
- Whitesnake
- In Flames
- Foreigner
- Stratovarius
- Helloween
- Y&T
- Quiet Riot
- Rik Emmett
- Jon Oliva's Pain
- Unleashed
- Death Angel
- Exodus
- Armored Saint
- Flotsam and Jetsam
- Vengeance
- L.A. Guns
- Leatherwolf
- Victory
- Count Raven
- Powerwolf
- Hellfueled